# Too Lost in You
Too Lost in You is een nummer van de Britse meidengroep Sugababes uit 2003. Het is de tweede single van hun derde studioalbum Three, en staat tevens op de soundtrack van de film Love Actually.
Het nummer werd een hit in Europa en Oceanië. In het Verenigd Koninkrijk bereikte het de 10e positie. In de Nederlandse Top 40 haalde het de 8e positie, en in de Vlaamse Ultratop 50 de 28e.